# 石川央子
石川 央子（いしかわ ようこ、1968年11月10日 - 2011年9月30日）は、日本のフリーアナウンサー。

## 人物・経歴
宮城県仙台市出身。上智大学卒業後、1992年静岡放送にアナウンサーとして入社（同期入社に首藤美貴、鈴木美加、橋本奈都江）。その後フリーになる。
特技はポルトガル語で、学生時代にポルトガルに語学留学をしたことがある。趣味は、旅行・サッカー観戦。日本ソムリエ協会認定ワインエキスパート資格を持っていた。
2011年9月30日、肺がんにより死去。42歳没。

## 活動

### 出演番組
- ARDIJA HOT LINE （NACK5）
- 嶌信彦のエネルギッシュトーク（TBSラジオ）
2004年11月 - 2006年4月
- レディス4　(テレビ東京)　2007年2月6日〜2008年

### その他
- みやぎ夢大使（〜2006年10月31日）